# Zhurivka
Zhurivka  (ucraniano: Журівка) es una localidad del raión de Mykolaivka en el Óblast de Odesa de Ucrania. Según el censo de 2001, tiene una población de 125 habitantes.